# Eduardo Lopes
Pour les articles homonymes, voir Lopes.

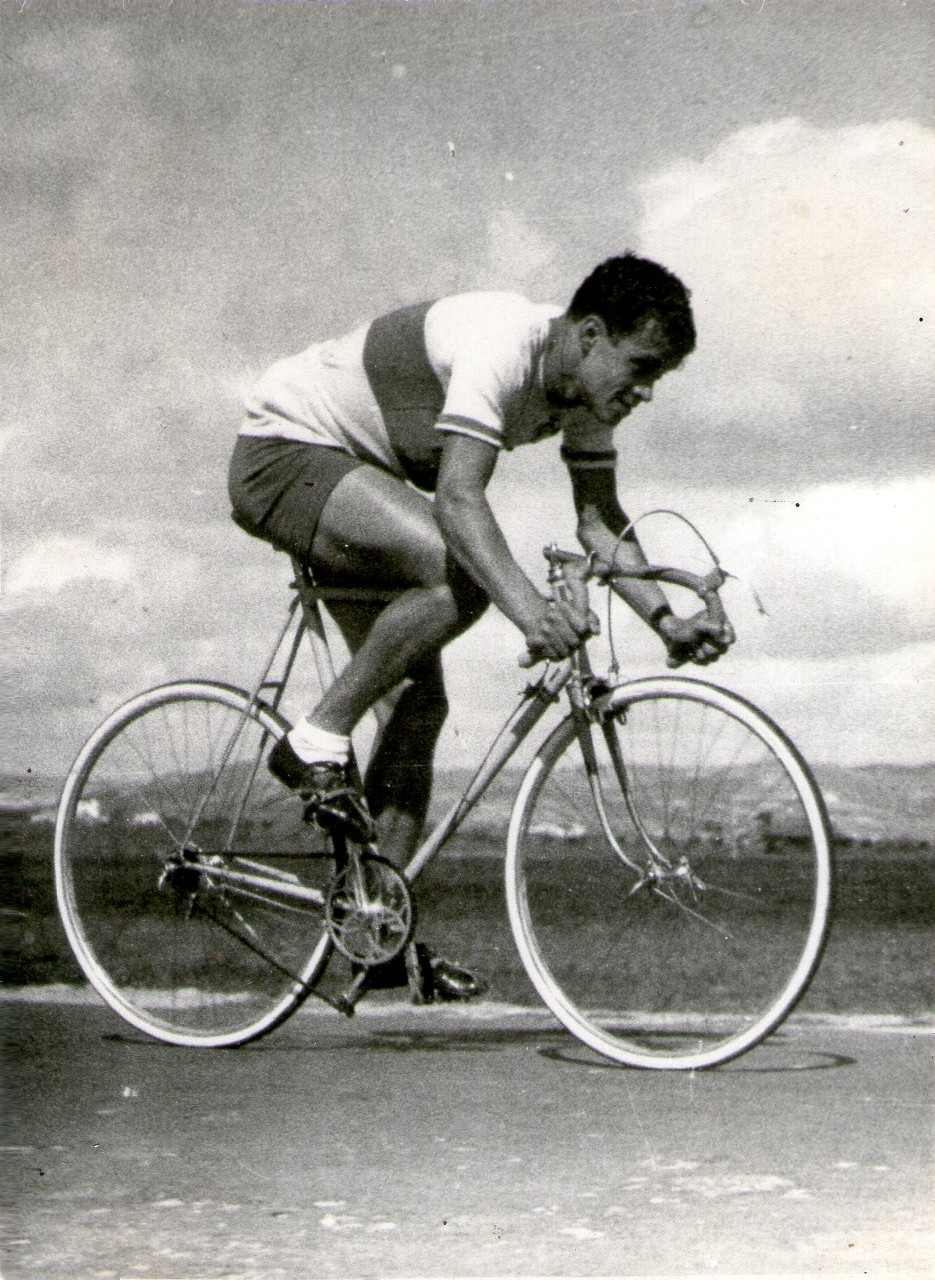
Inédit photo de Eduardo Lopes de l'album de famille.

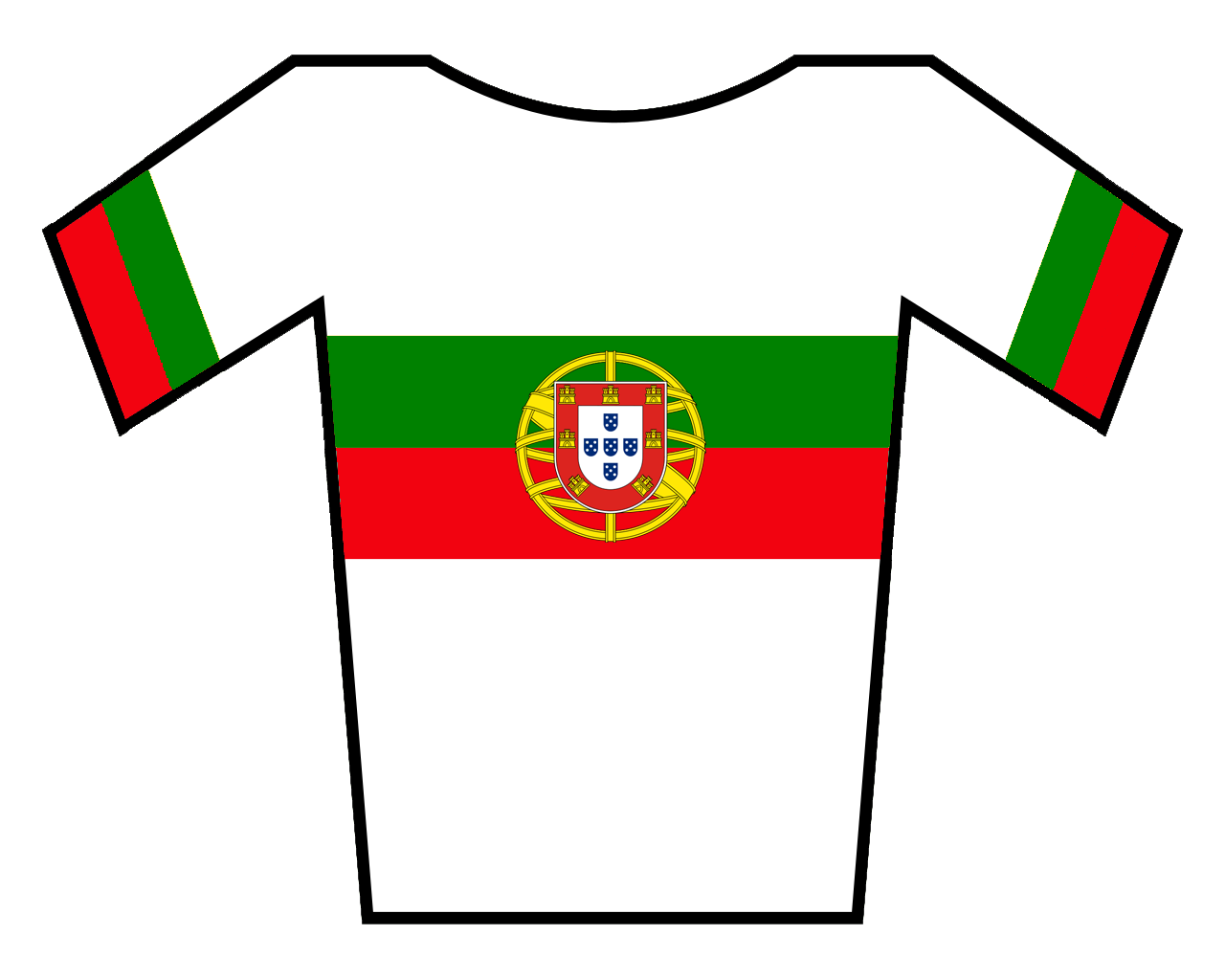
Champion du Portugal

Eduardo Lopes (né le 22 décembre 1917 à Lisbonne et mort le 22 août 1997 à Amadora) est un coureur cycliste professionnel portugais, sur route et sur piste.

## Biographie
Il naît le 22 décembre 1917, dans la paroisse de Socorro, Lisbonne.
En 1937, il commence sa carrière cycliste au sein de la CUF, en tant qu'amateur. Durant cette année-là, il s'adjuge le titre de Champion du Portugal sur route pour amateurs. En 1939, il passe professionnel. De 1937 à 1947, il obtient 47 victoires dans les circuits, célèbres à l'époque, comme Bairrada, Mealhada, Torres Vedras, Malveira et le Tour de Lisbonne, en mettant en évidence sa victoire dans la Classique Porto-Lisbonne, au Portugal, en 1942, réalisé en une seule étape, avec la durée approximative de 10 heures, sur une distance d'environ 330-340 km. En 1938, il est le vainqueur du championnat de vitesse du Sud, également par la CUF. En 1939, il renouvelle le titre de Champion de District de Vitesse et obtient la 9e place au classement général du Tour du Portugal. Ce n'était pas sa spécialité, ni son course préférée. Coureur d'endurance, comme preuve, sa victoire dans la Classique Porto-Lisbonne, était essentiellement un sprinter (pistard) , remportant le Championnat de District et National de la Vitesse en 1941 par le Benfica et le classement dans la 2e place du Championnat National et de District de la Vitesse de 1944, au service de la Iluminante, celui qui a été l'équipe prépondérante dans sa carrière. En 1941, a remporté les deux premières étapes de la Volta a Portugal, dans l'équipe de Sport Lisboa e Benfica. Sur la participation à des compétitions en Espagne, est le deuxième dans le Tour à Majorque , en 1942, gagnant une étape. Gagne au Champion d'Espagne de Vitesse, Juan Plans (7 fois champion) en 1943 et obtient la 3e place dans la 3e étape du Tour d'Espagne, dans la province de Badajoz, en 1945. En 1947, il a terminé sa carrière au Sporting Clube de Portugal, remportant à nouveau le titre de Champion du District de Vitesse, gagnant les 166 km Classiques, le Circuit de Torres Vedras et en obtenant la 1re place dans le Prologue de la 1re Étape de la Volta a Portugal, sur la piste du Stade José Alvalade.
Il a été conjointement avec João Lourenço, le plus grand "pistard" et sprinter portugais des années 40/50, selon UVP-FPC.
Il est décédé le 22 août 1997, victime d'un accident vasculaire cérébral (AVC), à 79 ans.

### Le Classique Porto-Lisbonne
Bien que Eduardo Lopes a remporté de nombreuses courses et circuits (47 victoires enregistré officiellement par l'UCI), sa victoire la plus importante a été dans le célèbre Classique de Porto-Lisbonne en 1942. Le Classique de Porto-Lisbonne a été la course la plus importante et populaire au Portugal, jusqu'à l'apparition du Tour au Portugal.
Le Classique de Porto-Lisbonne, environ 340 km (dont la première édition a eu lieu en 1911), était la deuxième plus longue course velocipédique du monde, à la suite de Bordeaux-Paris (560 km), et par conséquent, très prestigieux, derrière et au-delà des frontières.
Eduardo Lopes fait le temps de 10 heures, 25 minutes et 12 secondes, en prenant presque 3 heures pour le temps du vainqueur de l'édition de 1941. Son record de temps a été maintenu pendant plus de 6 éditions de la compétition, seulement battue en 1956 (14 ans plus tard) en quelques secondes, par Fernando Silva Henriques.

## Palmarès

### Palmarès par année
- 1937
  -  Champion du Portugal sur route (amateurs)
  - Circuit du Cadaval
  - Circuit de Póvoa de Varzim
  - Circuit de Boca do Inferno
  - Circuit de Outono

- 1938
  - Championnat de Vitesse du District de Lisbonne
  - Circuit de Préparation
  - 2e du Championnat du Portugal de vitesse

- 1939
  - Circuit Général Carmona
  - Championnat de Vitesse du District de Lisbonne
  - 166 km Classiques
  - Course à l'américaine de Lisbonne

- 1940
  - Lisbonne-Santarém-Lisbonne
  - 6e et 8e étapes du Tour du Portugal

- 1941
  -  Champion du Portugal de vitesse
  - Championnat de Vitesse du District de Lisbonne
  - 1rea et 1reb étapes du Tour du Portugal
  - 3e du Championnat du Portugal sur route

- 1942
  - Tour de Lisbonne
  - Circuit de Lisbonne
  - Porto-Lisbonne
  - Circuit de Bairrada
  - Gran Gala Internacional, (Barcelona, Poursuite par équipes)
  - Gran Gala Internacional, (Barcelona, Américaine)
  - 2e étape du Gran Circuito del Comercio (Tour de Majorque)
  - 2e du Gran Circuito del Comercio (Tour de Majorque)

- 1943
  - Circuit du Estoril
  - Lisbonne, Américaine (avec João Lourenço)
  - 50 km de la U.V.P., 50 km Classiques
  - Barcelona, Sprint (Cataluña), Espagne

- 1944
  - Lisbonne- Santarém-Lisbonne
  - Circuit de Torres Vedras
  - Circuit de Lisbonne
  - 2e du Championnat du Portugal de vitesse

- 1945
  - Circuit du Livramento
  - 166 km Classiques
  - Circuit de Malveira
  - Circuit de Bairrada
  - 176 km Classiques
  - Course à l'américaine de Lisbonne
  - 1re étape du Circuit de Bairrada

- 1946
  - 176 km Classiques
  - 166 km Classiques
  - 3e étape du Tour du Portugal
  - 2e du Championnat du Portugal sur route

- 1947
  - Championnat de Vitesse du District de Lisbonne
  - Lisbonne-Santarém-Lisbonne
  - 166 km Classiques
  - Circuit de Torres Vedras
  - Prologue (1e étape) du Tour du Portugal

### Résultats sur le Tour d'Espagne
1 participation
- 1945 : abandon (6e étape[1])

### Honneurs sportifs
| Année     | 1937 | 1938 | 1939 | 1940 | 1941 | 1942 | 1943 | 1944 | 1945 | 1946 | 1947 | Total |
| --------- | ---- | ---- | ---- | ---- | ---- | ---- | ---- | ---- | ---- | ---- | ---- | ----- |
| Victoires | 5    | 2    | 4    | 3    | 4    | 6    | 4    | 3    | 8    | 3    | 5    | 47    |